# William Lehman (Politiker)

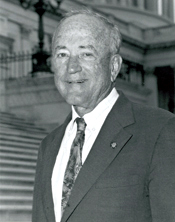
William Lehman

William Lehman (* 5. Oktober 1913 in Selma, Alabama; † 16. März 2005 in Miami Beach, Florida) war ein US-amerikanischer Politiker. Zwischen 1973 und 1993 vertrat er den Bundesstaat Florida im US-Repräsentantenhaus.

## Werdegang
William Lehman besuchte die Dallas Academy und danach bis 1930 die Selma High School. Anschließend studierte er bis 1934 an der University of Alabama in Tuscaloosa. In der Folge arbeitete er als Autohändler und Lehrer. Zwischen 1966 und 1972 saß Lehman im Schulausschuss des Dade County. Politisch wurde er Mitglied der Demokratischen Partei.
Bei den Kongresswahlen des Jahres 1972 wurde er im damals neugeschaffenen 13. Wahlbezirk von Florida in das US-Repräsentantenhaus in Washington, D.C. gewählt, wo er am 3. Januar 1973 sein neues Mandat antrat. Nach neun Wiederwahlen konnte er bis zum 3. Januar 1993 zehn Legislaturperioden im Kongress absolvieren. Seit 1983 vertrat er den ebenfalls neu eingerichteten 17. Distrikt seines Staates. Zu Beginn seiner Zeit im US-Repräsentantenhauses wurde auch dessen Arbeit durch die Watergate-Affäre erschüttert. Im Jahr 1992 wurde der 27. Verfassungszusatz verabschiedet.
Im Jahr 1992 verzichtete William Lehman auf eine erneute Kandidatur. Er starb am 16. März 2005 in Miami Beach.